# Won by Wireless
Won by Wireless er en amerikansk stumfilm fra 1911.